# St. Agatha
St. Agatha város az USA Maine államában, Aroostook megyében. 

## Népesség
A település népességének változása: